# بستاني (مهنة)

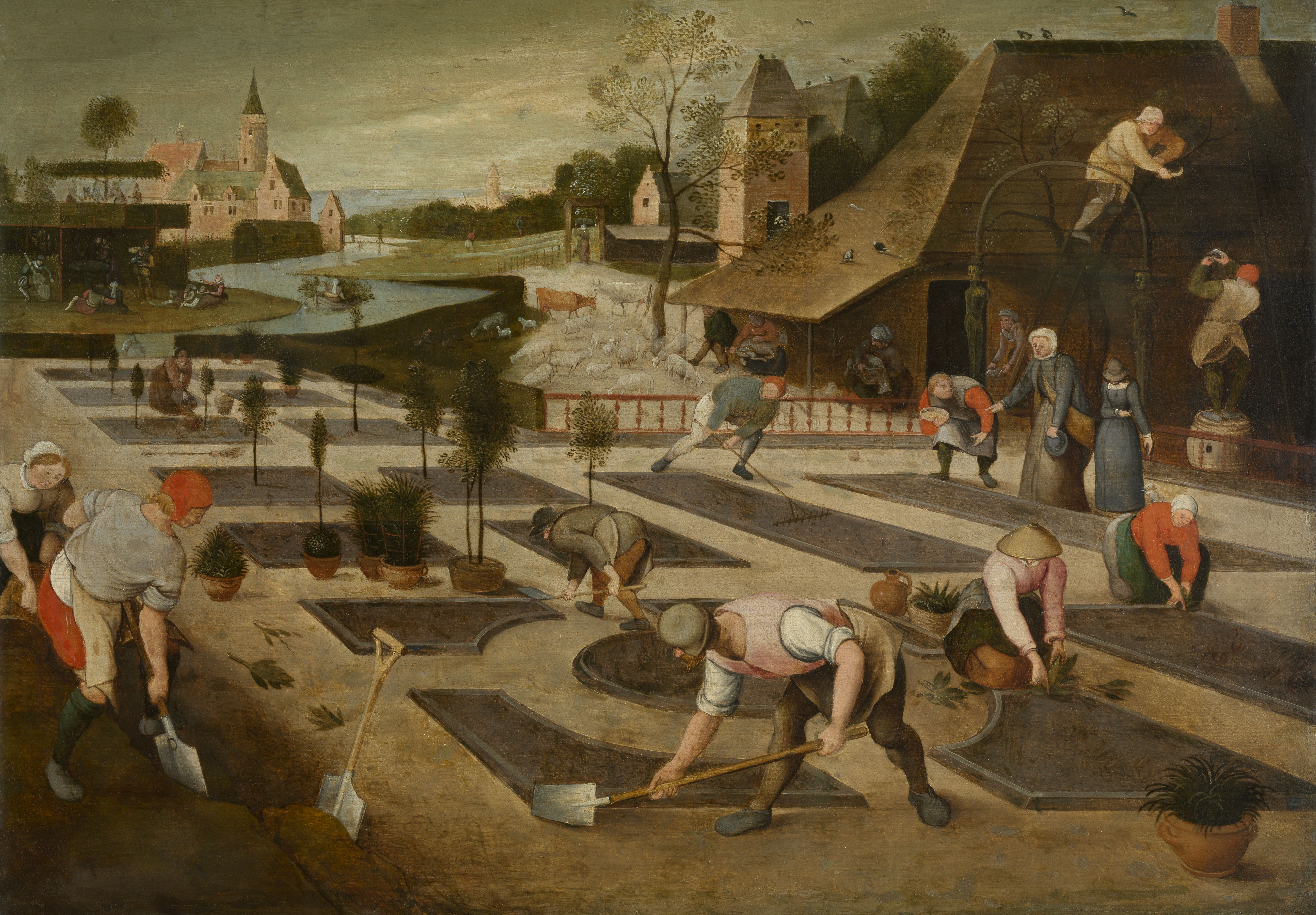
بستانيون في العمل، رسم أبيل غِرِمَر، رسام فلمنكي، 1607

البُستَانِيّ أو الجنائني أو الجَوَّار أو البَسْتَقَانيّ من كانت مهنته أو هوايته البستنة.

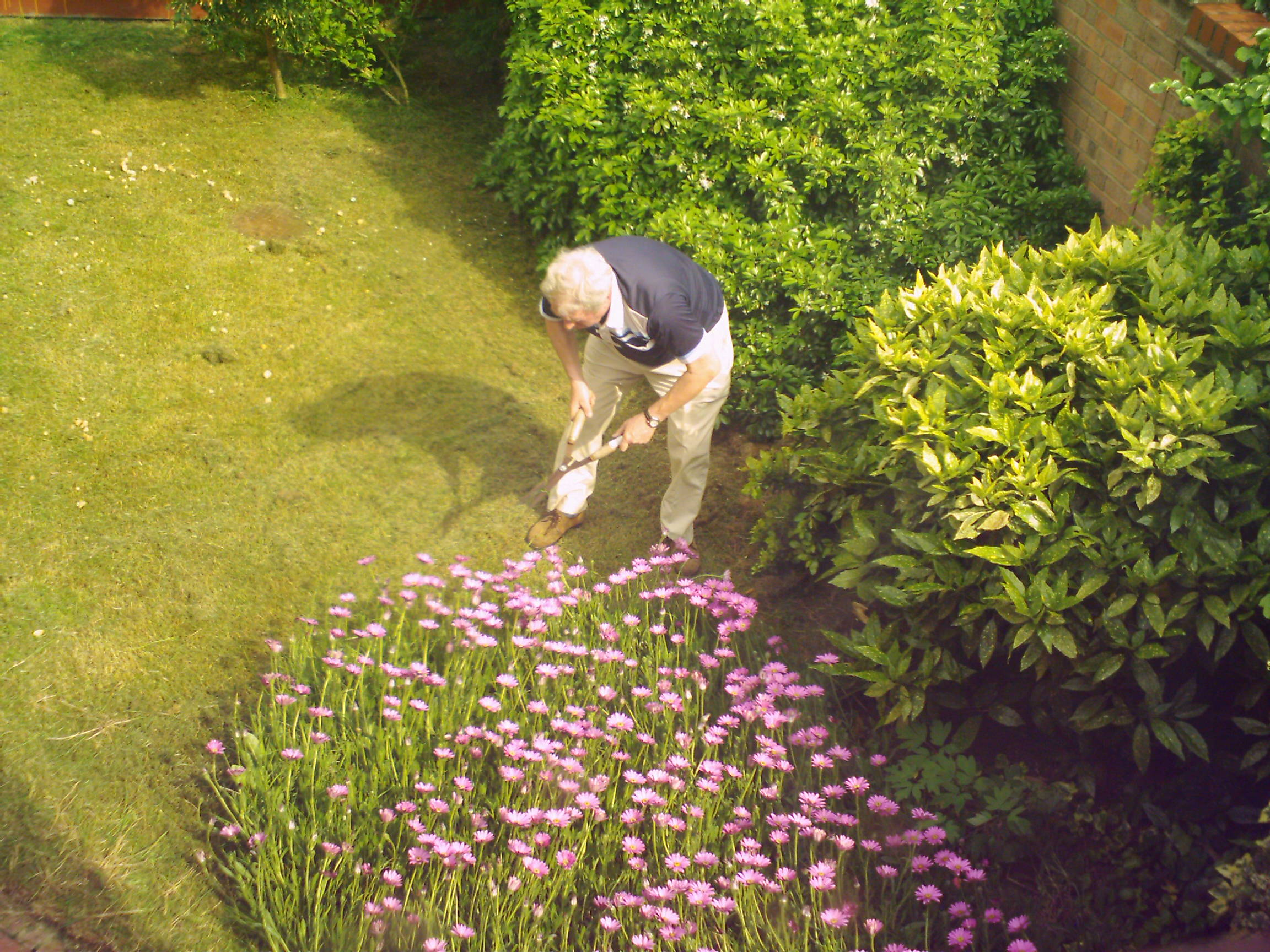
بستاني

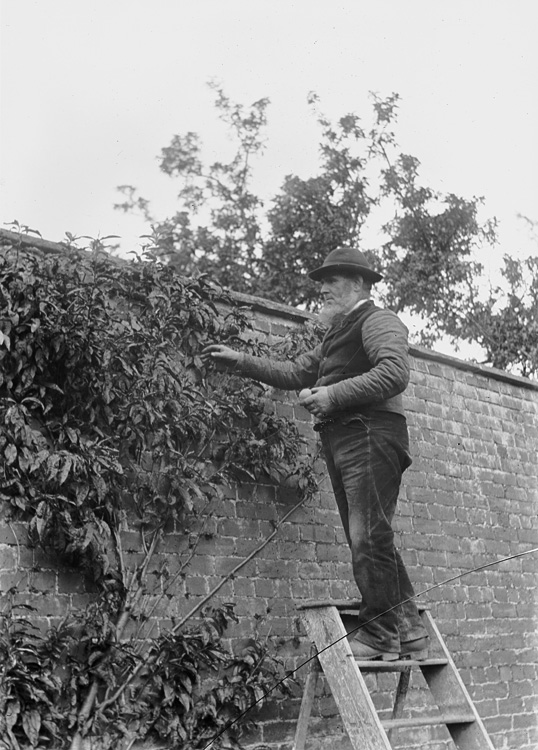
بستاني على سلم يجمع الفاكهة نحو عام 1910